# Lacconectus kelantanensis
Lacconectus kelantanensis är en skalbaggsart som beskrevs av Michel Brancucci och Lars Hendrich 2005. Lacconectus kelantanensis ingår i släktet Lacconectus och familjen dykare. Inga underarter finns listade i Catalogue of Life.